# Richard Leutenez
Richard Léon Leutenez (Oudenaarde, 1884 - Brugge, 1960) was een Belgisch kunstschilder.
Hij was leerling aan de Academie van Oudenaarde en schilderde landschappen, interieurs en stillevens in impressionistische stijl. Vooral zijn verstilde interieurs met antieke gestoffeerde meubelen vielen in de smaak.
Hij was lid van het Nationaal Verbond van Kunstschilders en Beeldhouwers van België.
In 1931 nam hij deel aan de jaarlijkse expositie van de Parijse Salon.

## Musea
- Verzameling van de Belgische Staat
- Verzameling van M - Museum Leuven.[2]
- Verzameling van de collectie kunstbezit van de provincie Vlaams-Brabant.